# Комлєв Сергій Валентинович
Сергій Валентинович Комлєв (нар. 31 січня 1958, Котельнич, Кіровська область, РРФСР) — радянський футболіст та український тренер російського походження, нападник та півзахисник.

## Кар'єра гравця
У дитинстві назавжди переїхав у місто Марганець на Дніпропетровщині. Вихованець спортивної школи «Дніпро-75». (Дніпропетровськ). У 1977 році розпочав футбольну кар’єру в клубі «Ейнгайт Ноєн» у НДР, де проходив військову службу в Північну групу сил. Після звільнення з армії планував поїхати в «Пахтакор» (Ташкент), але по дорозі (в Москву) його запросив новий тренер грозненського «Терека» Олексій Єськов. У 1981 році, щоб бути ближчим до батьків, перейшов у першоліговий запорізький «Металург». У 1985 році перейшов у запорізьке «Торпедо». У 1990 році приєднався до маріупольського «Новатора», у футболці якого завершив кар'єру професіонального футболіста. Потім грав за аматорський колектив «Орбіта» (Запоріжжя) та футзальний клуб «Запоріжкокс» (Запоріжжя). 

## Кар'єра тренера
По завершенні кар'єри гравця розпочав тренерську діяльність. З серпня 1993 по кінець 1995 року очолював мелітопольське «Торпедо». Потім тренував запорізькі футзальні клуби «Дніпроспецсталь» та «Запоріжкокс». У 2000 році допомагав тренувати албанський клуб «Динамо» (Тирана). Потім прийняв запрошення увійти до тренерського штабу запорізького «Торпедо», в якому з травня по червень 2003 року виконував обов'язки головного тренера. З липня 2004 року по 16 червня 2005 року допомагав тренувати полтавську «Ворсклу». Також допомагав Геннадію Лисенчуку тренувати збірну України з футзалу. З 5 жовтня й до кінця 2009 року виконував обов'язки головного тренера мелітопольського клубу, який змінив назву на «Олком» (Мелітополь). У 2013 році тренував аматорський колектив «Комуніст» (Запоріжжя). На даний час читає лекції на факультеті фізичної культури Класичного приватного університету в Запоріжжі.